# Juan Pablo Shuk
Juan Pablo Shuk (Bogotá, 7 de noviembre de 1965) es un actor y productor colombiano de ascendencia húngara. 
Es conocido por su papel en la telenovela Pasión de gavilanes (2003-2004), interpretando a  Fernando Escandón. Desde 2010 hasta 2013 trabajó en la serie El barco de Antena 3 como Ernesto Gamboa.

## Biografía
Graduado en 1984 en el Colegio San Carlos en Bogotá. Realizó estudios de Biología Marina en la Universidad Jorge Tadeo Lozano. Cine y Teatro en Kansas University, en Estados Unidos.
El 22 de septiembre de 2012 contrajo matrimonio con la coach/artista de origen aragonés Ana de la Lastra.
En una entrevista realizada por la cadena Antena 3 en 2012, desveló aspectos de su vida personal que tiene en común con su personaje " Gamboa" que interpretó en la serie "El Barco" : como que sirvió en el Ejército de Colombia, en las Fuerzas de Paz. Parte de ese servicio militar lo realizó en la selva colombiana.

## Filmografía

### Televisión
| Año       | Título                     | Personaje                        |
| --------- | -------------------------- | -------------------------------- |
| 1989      | El cacique y la diosa      |                                  |
| 1993      | Fiebre                     |                                  |
| 1995-1996 | María bonita               | Rodrigo Santos                   |
| 1997      | Otra en mi                 | Rafael                           |
| 1997-1998 | Dos mujeres                | Guillermo Ángel                  |
| 1998-1999 | Yo amo a Paquita Gallego   | Dimitri Moncada / Kenneth Martin |
| 1999      | Castillo de Naipes         | Sebastián                        |
| 2001-2002 | Amantes del desierto       | Bruno Selegue                    |
| 2002      | Pandillas, guerra y paz    | Fernando                         |
| 2003      | Él auténtico Rodrigo Leal  | Él mismo                         |
| 2003-2004 | Pasión de gavilanes        | Fernando Escandón                |
| 2004-2005 | Te voy a enseñar a querer  | Juan Manuel Andrade              |
| 2005-2006 | La Tormenta                | Padre Damián / Cosme             |
| 2006      | Amores de mercado          | Manuel Medrano                   |
| 2006-2007 | Decisiones                 | Javier y Daniel                  |
| 2007      | Tiempo final               | Carlos Ep: Mala noche            |
| 2008      | Sin senos no hay paraíso   | Mauricio Contento                |
| 2008      | Mujeres asesinas           | Ep: Maria, la creyente           |
| 2008-2009 | Doña Bárbara               | Gonzalo Zuluaga                  |
| 2009      | Sin retorno                | Omar Ep: Trio de celos           |
| 2009-2010 | Niños ricos, pobres padres | Roberto de La Torre              |
| 2010      | Yo no te pido la Luna      | Fernando Sanclemente             |
| 2010      | Decisiones extremas        | Ep: Silencio de niña             |
| 2011-2013 | El barco                   | Ernesto Gamboa                   |
| 2012      | Escobar, el patrón del mal | Roberto                          |
| 2014      | La que se avecina          | Piloto de Avión de Mercancías    |
| 2014-2015 | El laberinto de Alicia     | Rafael Villegas                  |
| 2016      | Hilos de sangre azul       | Sergio Sader                     |
| 2016-2017 | Narcos                     | Coronel Hugo Martínez Poveda     |
| 2017      | El ministerio del tiempo   | Simón Bolívar                    |
| 2018      | Fariña                     | José Nelson Matta Ballesteros    |
| 2018      | Mi familia perfecta        | Miguel Ángel Vélez               |
| 2018-2019 | Gigantes                   | Walter                           |
| 2019      | The Mallorca Files         | Ramón Hernández                  |
| 2019-2020 | El general Naranjo         | Roberto Abadía                   |
| 2020      | Los internacionales        | Fausto Montalbán                 |
| 2021      | Parot                      |                                  |
| 2022      | El inmortal                | Marcelo                          |
| 2023      | Operación Marea Negra      | Samu                             |
| 2024      | Entrevías                  | René Gutiérrez                   |

## Cine
- 2019: Reevolution
- 2017: Nini
- 2017: La princesa Paca, tvmovie TVE
- 2016: Assassin's Creed
- 2016: Demonios tus ojos
- 2015: Tiempo sin aire
- 2013: Combustión
- 2012: Ciudadano Villanueva (película para Canal Sur de 2012)
- 2012: El cuerpo
- 2011: Día naranja
- 2011: Sexo, mentiras y muertos
- 2011: No habrá paz para los malvados
- 2010: Tres metros sobre el cielo, Amante de la madre de H
- 2009: La montaña embrujada (doblaje)
- 2001: Cuando vuelvas de tus muertes
- 1999: El séptimo cielo

## Teatro
- 2010: Melodrama
- 2011: Historias de un karaoke
- 2014: El alma buena de Se-Chuan

### Internacional
- 2015: Jimmy Kimmel Live!

## Premios y nominaciones

### Premios TVyNovelas
| Año  | Categoría                            | Telenovela O Serie     | Resultado |
| ---- | ------------------------------------ | ---------------------- | --------- |
| 2017 | Mejor actor antagónico de telenovela | Hilos de Sangre Azul   | Nominado  |
| 2015 | Mejor actor de reparto de telenovela | El laberinto de Alicia | Ganador   |

### Premios India Catalina
| Año  | Categoría                               | Telenovela            | Resultado |
| ---- | --------------------------------------- | --------------------- | --------- |
| 1989 | Mejor actriz o actor revelación del año | El cacique y la diosa | Ganador   |

### Premios Magazine Web
| Año  | Categoría                         | Telenovela | Resultado |
| ---- | --------------------------------- | ---------- | --------- |
| 2011 | Mejor antagonista masculino de TV | El barco   | Nominado  |